# Eleusza

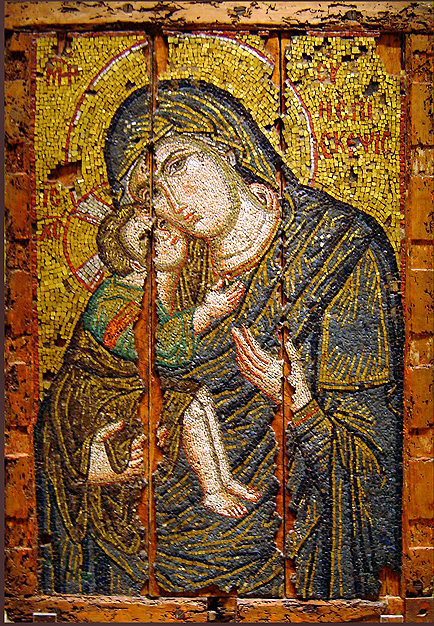
13. századi bizánci Eleusza mozaik, Athén

Az Eleusza (vagy Eleousa; görögül Ἐλεούσα – irgalom,  vagy könyörület) a Szűz Mária a gyermekkel ikonográfiai ábrázolásának egy olyan típusa az ikonfestészetben, ahol a gyermek Krisztust édesanyja szeretettel  magához öleli, arcuk egymáshoz simul. A nyugati egyházban a típust gyakran a Könyörületes Istenszülőnek nevezik. 
Az ikon néhány variációban megjelenhet az ülő Istenszülővel, álló alakban is ábrázolhatják. A Szűz a gyermek Jézust a jobb karján tartja, esetleg a balján, vagy mindkét kezében, majdnem vízszintes helyzetben; az Istenszülő a szabad kezében virágot (általában rózsát, a Szűz egyik szimbólumát), gyümölcsöt (alma, körte, szőlő vagy gránátalma – mind Krisztus Passiójának és az eredendő bűnből való megváltásnak a szimbóluma), vagy jogart (mint a Mennyek Királynője) tart. A gyermek Jézus kezében tarthat madarat (a lelkek megváltásának szimbóluma), gyümölcsöt vagy gömböt (mint a Világ Uralkodója). Lehet, hogy jobb kezét áldásra emeli, vagy csak az édesanyjába kapaszkodik, gyakran a bizánci Eleusza (gyengédség) Istenanya-típusból származó gesztussal átkarolva annak nyakát. Az Eleusza a keleti ortodox hagyományban a Theotokosz (Istenszülő, Szűz Mária) leírására és dicsőítésére is használatos kifejezés is.
A bizánci talajon kifejlődő ikontípus legkésőbb a tizenkettedik században elterjedt Olaszországban, Franciaországban, Angliában, Németországban és Oroszországban. A bizánci művészetben ennek a típusnak a legszembetűnőbb példája a Vlagyimiri Theotokosz (istenszülő) híres, a 11. század végéről vagy a 12. század elejéről származó ikonja, amely jelenleg a moszkvai Tretyakov képtárban található. Egy 11. századi görög zsoltár miniatűrje a berlini Keresztény Régészeti Egyetem gyűjteményében, és egy 11. századi freskó a kappadókiai Tokale-Kilisse-ben látható.

## Jellemzői
Az ilyen ikonokat évszázadok óta tisztelik a ortodox kereszténység liturgiájában.Hasonló típusú ábrázolásokat találunk a Madonna festményeken is a nyugati kereszténységben, ahol Madonna Eleusza néven szerepelnek,vagy a Gyengédség Szűzanyja. A 19. századra széles körben elterjedtek az olyan példák, mint a A menedék asszonya típus (pl. Luigi Crosio Refugium Peccatorum Madonna), és a mexikói művészet retablóiban 
Az keleti ortodoxia gyakran használja a Panagia Eleousa kifejezést. A Vlagyimiri Theotokosz és a Pochayivi Theotokosz jól ismert példái ennek az ikontípusnak. 
A Pelagonitisza egy olyan változat, amelyben a gyermek Jézus valamilyen mozdulatot tesz.

### Keleti ikonok

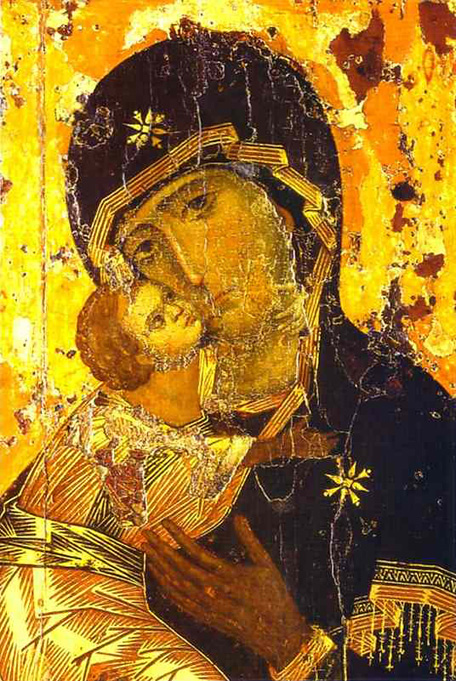
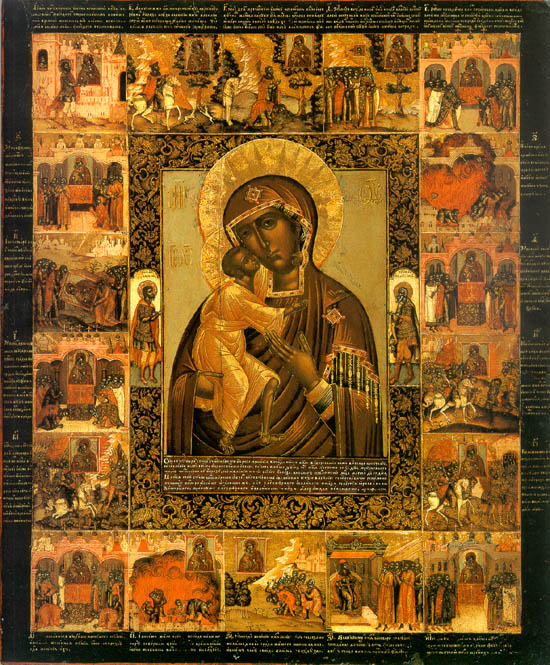
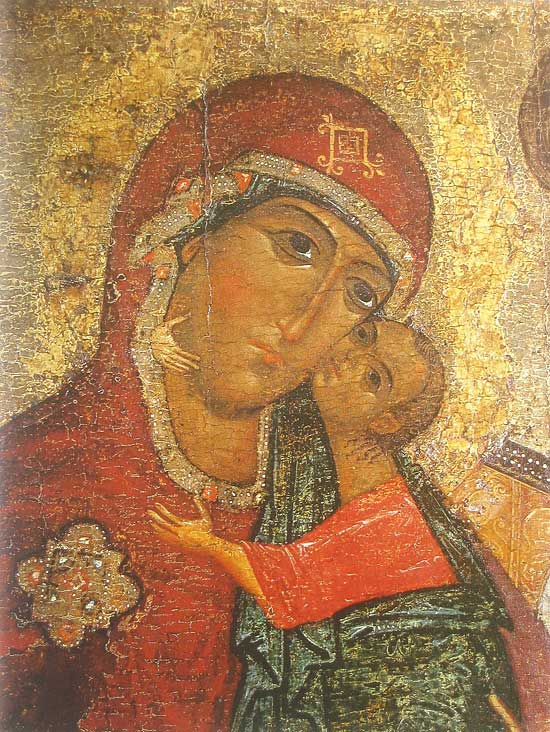
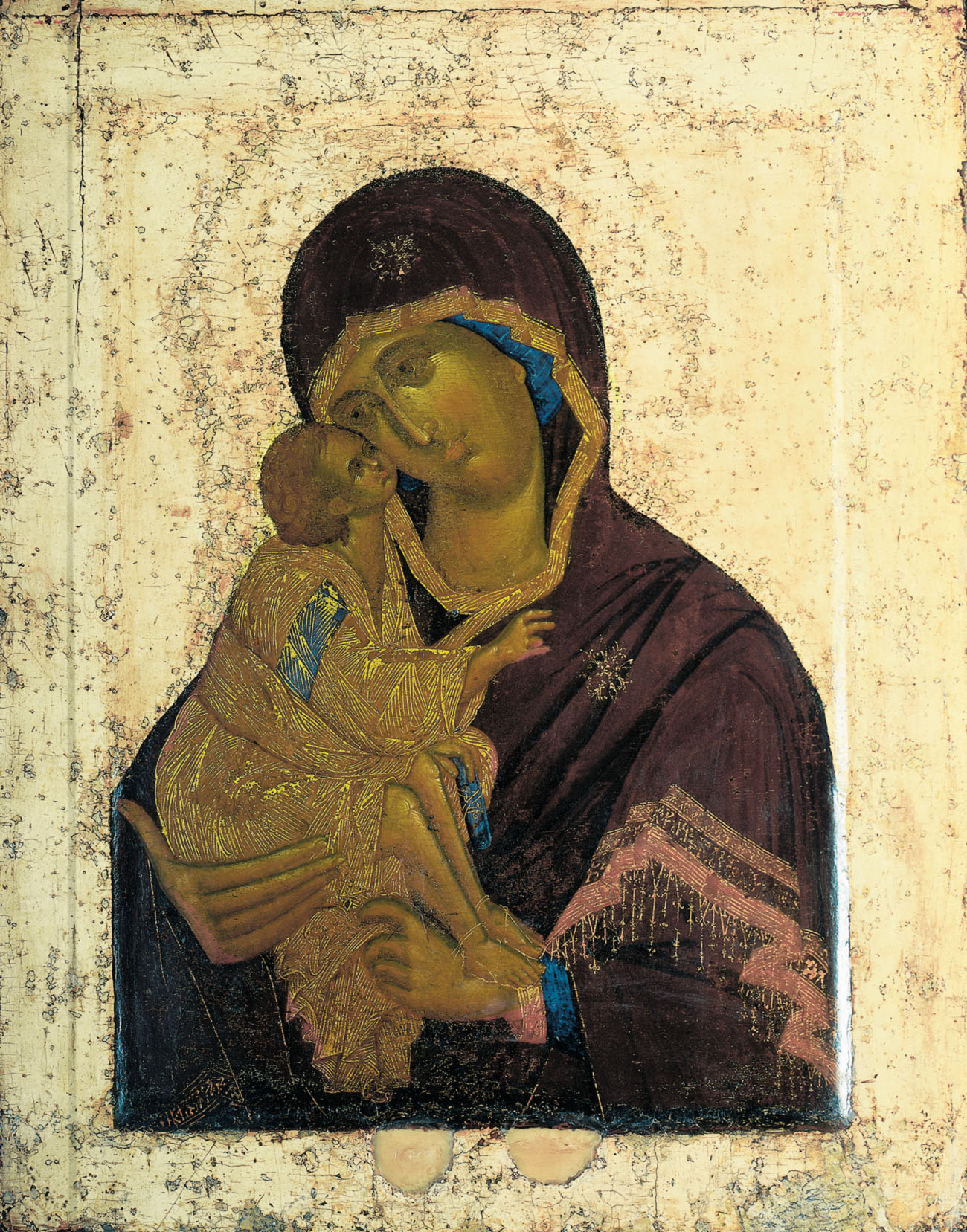

## Galéria

### Nyugati ikonok

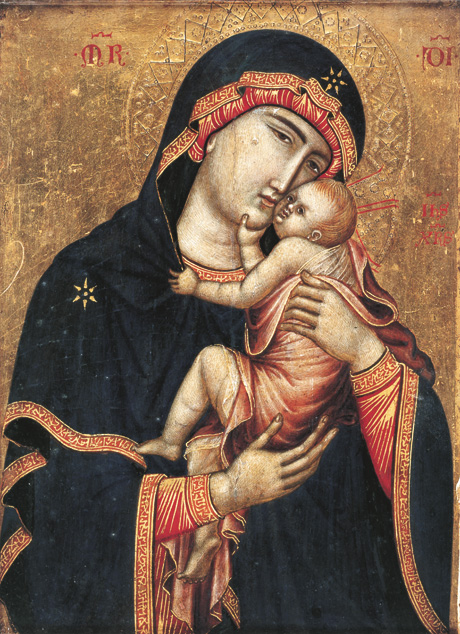
Cambrai Madonna, Italo-Byzánci ikon, 1340 k., Cambrai katedrális
A szűz Eleusza Kréta,  1425 k.
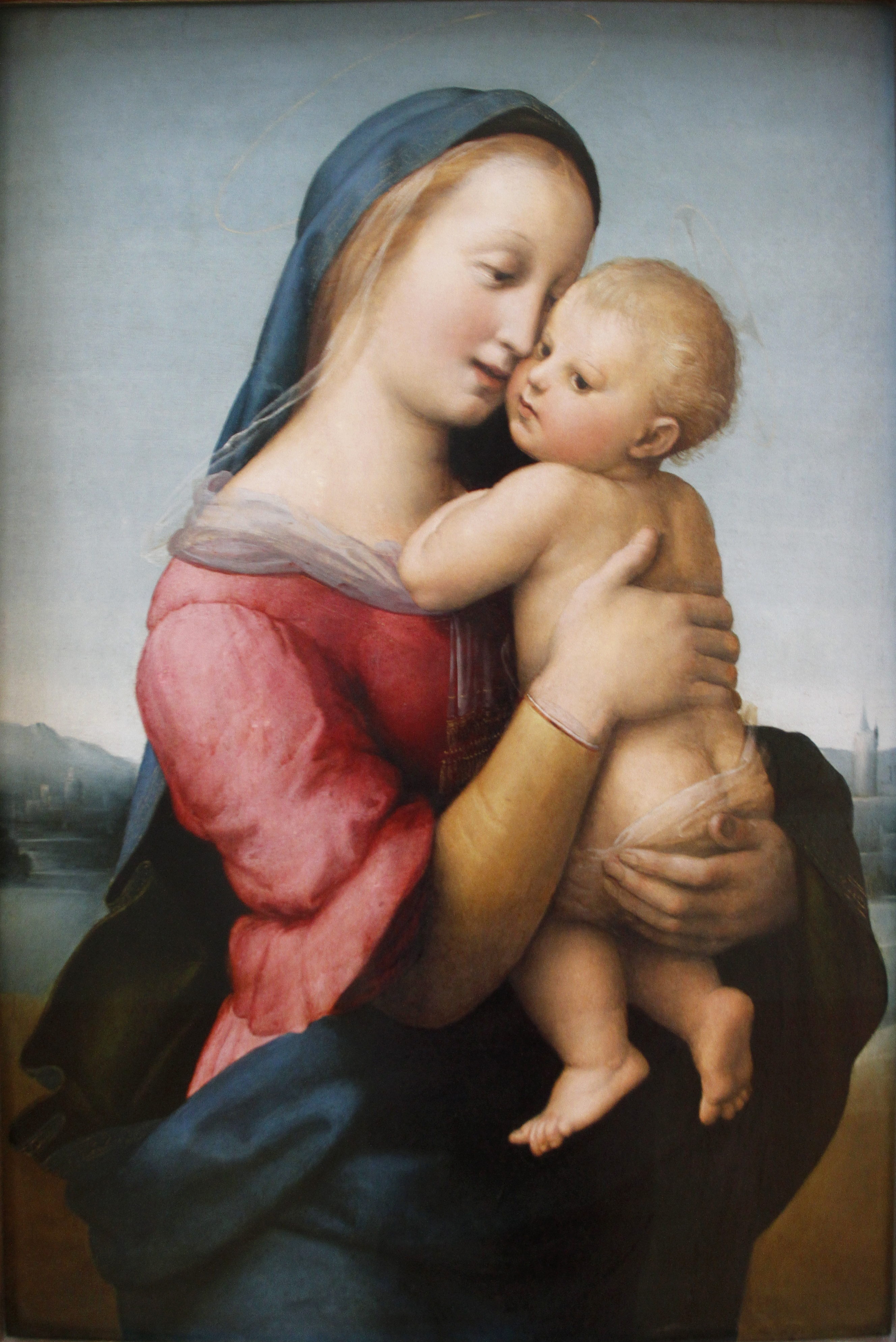
Tempi Madonna, Rafaello, 1508, Alte Pinakothek
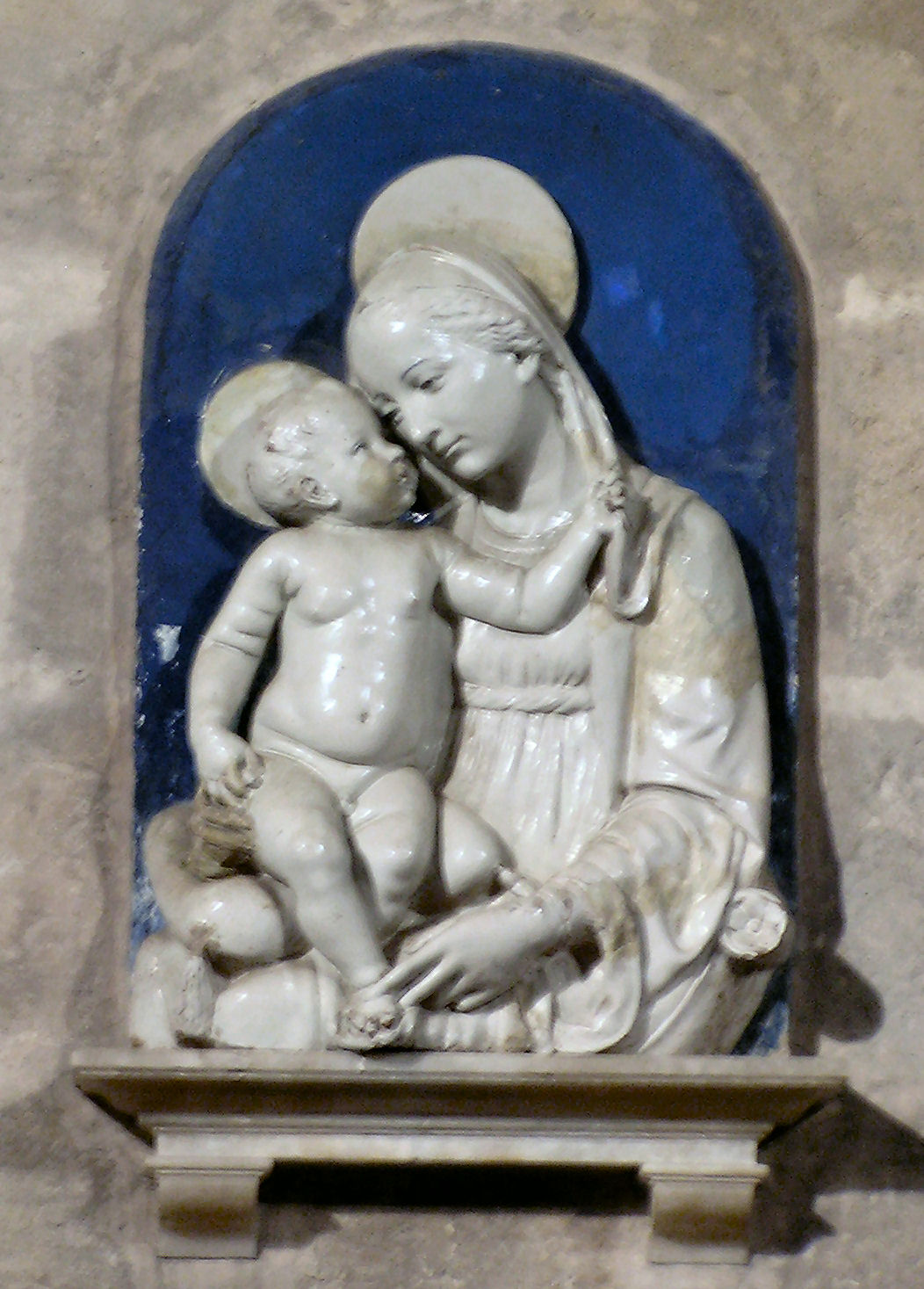
"Eleusza stílus" relief Andrea della Robbia,  Sevilla
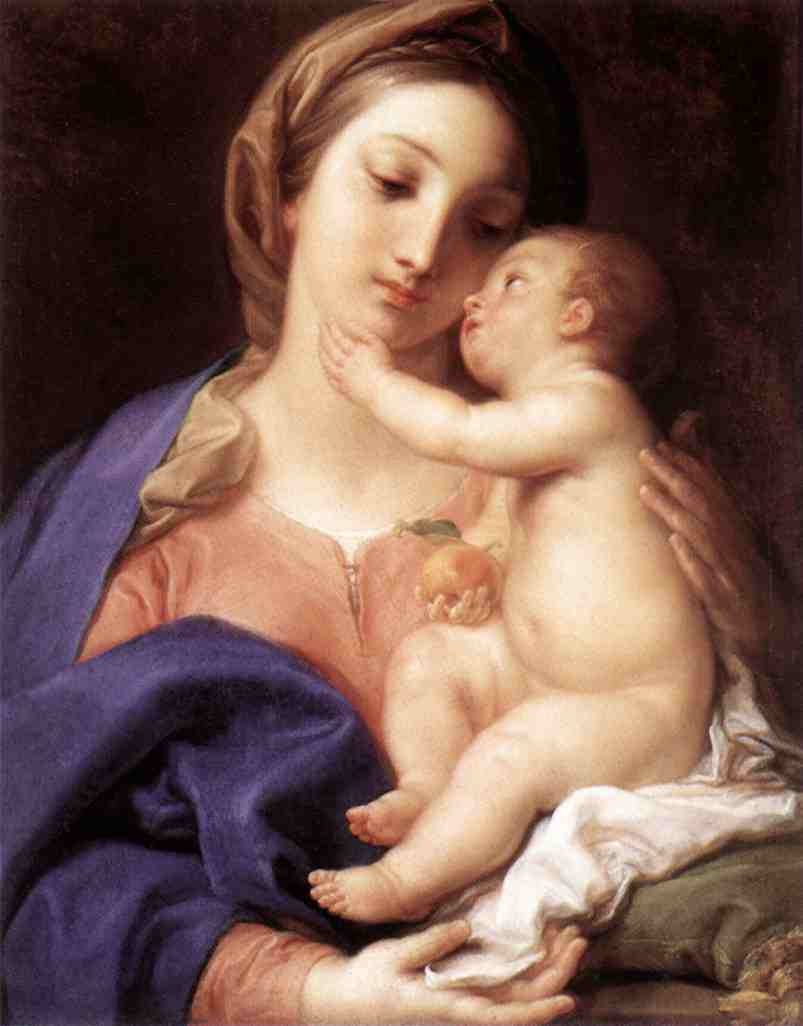
Pompeo Batoni,  1742 k.